# Noordhornerga
Noordhornerga est un hameau de la commune néerlandaise de Westerkwartier, situé dans la province de Groningue.

## Géographie
Le hameau est situé à l'ouest du village de Zuidhorn. Il ne compte que quelques fermes et est situé près de la jonction du Hoendiep et du canal Van Starkenborgh.
Cette partie de la commune est appelée De Bril, un mot d'ancien frison pour indiquer une zone marécageuse et boueuse.
À l'ouest de Noordhornerga coule le watergang de Katerhals.

## Histoire
Noordhornerga fait partie de la commune de Zuidhorn avant le 1er janvier 2019, date à laquelle celle-ci est rattachée à Westerkwartier.

## Source
- (nl) Cet article est partiellement ou en totalité issu de l’article de Wikipédia en néerlandais intitulé « Noordhornerga » (voir la liste des auteurs).